# Pepper Keenan

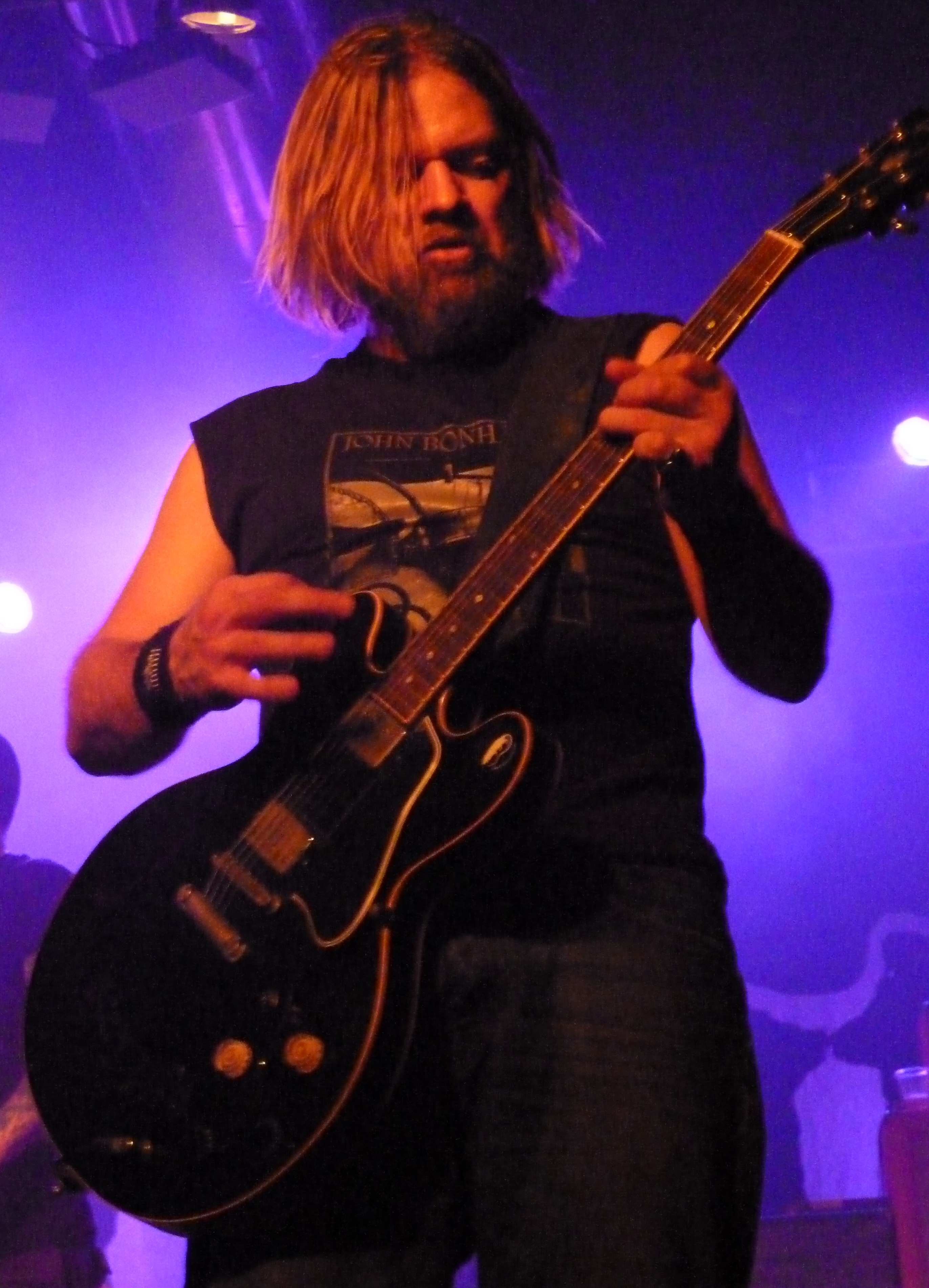
Keenan live mit Down (2012)

Pepper Keenan (* 8. Mai 1967 in Oxford, Mississippi) ist ein US-amerikanischer Gitarrist und Sänger, der vor allem durch seine Tätigkeit für die Metal-Bands Corrosion of Conformity und Down bekannt wurde.

## Werdegang
Keenan wurde in Oxford, Mississippi geboren, lebt aber in New Orleans, wo ihm eine Bar gehört. In seiner Jugend war er in einer Band namens Graveyard Rodeo aktiv, wodurch er auch Corrosion of Conformity kennenlernte.

### Corrosion of Conformity
Keenan trat Corrosion of Conformity 1989 bei und veröffentlichte mit ihnen das Album Blind. Nach dem Ausstieg von Karl Agell und Phil Swisher übernahm Keenan zusätzlich zu Gitarre den Gesang. Keenan veröffentlichte mehrere Alben mit C.O.C. Seit 2006 war er nicht mehr Teil der Band, bis er 2015 erneut mit C.O.C. auf einer Reunion Tour war. Seit diesem Zeitpunkt ist er wieder als Gitarrist und Sänger dort aktiv, was mit einer Vertragsunterzeichnung bei dem Plattenlabel Nuclear Blast im gleichen Jahr bestätigt wurde.

### Down

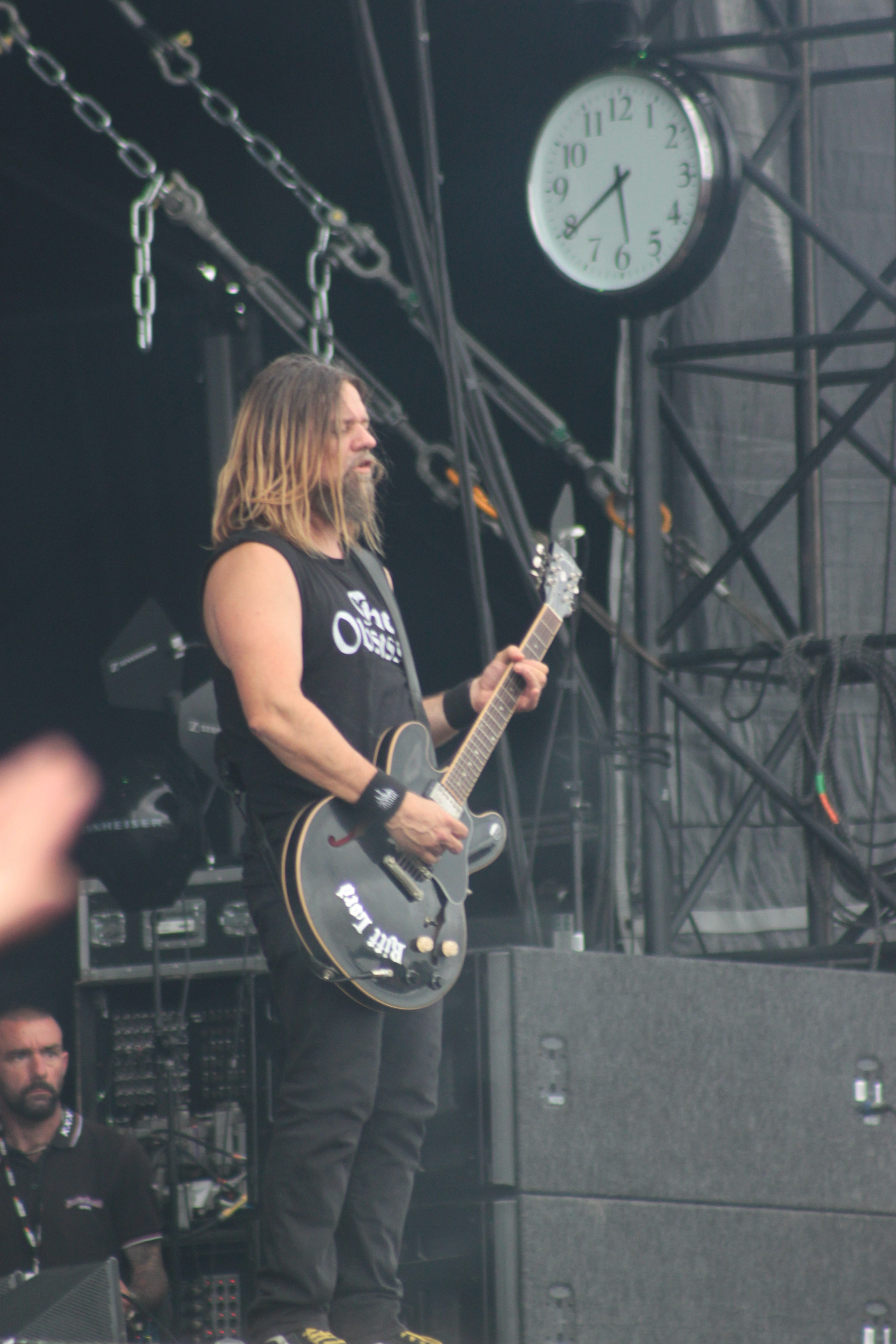
Keenan mit Down auf dem Hellfest 2013

1991 gründete Keenan mit Phil Anselmo von Pantera, Jimmy Bower von Eyehategod, Kirk Windstein und Todd Strange von Crowbar die Band Down. Die Gruppe, die zunächst als Projekt gegründet worden war, pausierte mehrfach, hat aber inzwischen vier Alben veröffentlicht; weitere Veröffentlichung sind in Planung.

### Weitere Projekte
Keenan, der mit James Hetfield von Metallica befreundet ist (Keenan sang beim Metallica-Cover Tuesday’s Gone von Lynyrd Skynyrd, Hetfield sang bei Man or Ash vom C.O.C.-Album Wiseblood) spielte auch nach Jason Newsteds Ausstieg als Bassist bei Metallica vor. Die Audition ist in Some Kind of Monster zu sehen. 2006 spielte Keenan auch mit Metallica live Die, Die My Darling von den Misfits, gemeinsam mit Matthew Heafy von Trivium.

## Ausrüstung

### Gitarren
- ESP Custom Shop Vipers
- ESP Custom Shop Baritone Viper
- Gibson ES-335
- Gibson Firebird Studio
- Gibson SG Deluxe model
- Gibson Flying V (used in Stone Breaker music video)
- Gibson Les Paul Gold Top (2008 Down Tour)
- Fender Stratocaster Custom Shop
- Fender Telecaster (used in Stone The Crow Music Video)

### Technik
- Sony wireless system
- Electro Harmonix POG
- Electro Harmonix Big Muff
- Electro Harmonix Holy Grail
- Electro Harmonix Small Stone
- Ibanez TS-9 Tube Screamer
- Custom Audio Electronics RS-10
- CAE midi Controller
- Rocktron Intellifex Multieffect
- MXR Phase 90
- MXR Stereo Flanger
- MXR 10 band Equalizer
- T-Rex Delay
- Boss OD-1
- Korg Tuner Pedal
- Dunlop Crybaby
- Voodoo Lab Pedal Power 2

### Verstärker
- Mesa Boogie 50 Caliber Heads
- Mesa Boogie 4x12 Cabinets
- Marshall JCM800 2203 Heads
- Marshall 4x12 Cabinets
- Orange Rockerverb 100[8]

## Diskografie

### Corrosion of Conformity
| Veröffentlichungsdatum | Titel                   | Label              | US-Billboard-Höchstposition | US-Verkäufe |
| ---------------------- | ----------------------- | ------------------ | --------------------------- | ----------- |
| January 17, 1991       | Blind                   | Relativity Records |                             |             |
| November 27, 1994      | Deliverance             | Columbia Records   | 155                         |             |
| October 12, 1996       | Wiseblood               | Columbia Records   | 104                         |             |
| October 10, 2000       | America's Volume Dealer | Sanctuary Records  |                             |             |
| August 7, 2001         | Live Volume             | Sanctuary Records  |                             |             |
| April 5, 2005          | In the Arms of God      | Sanctuary Records  | 108                         |             |

### Down
Siehe Down (Band)#Diskografie